# 金朴
金朴（1486年—？），字文甫，號北泉，浙江寧波府鄞縣人，明朝政治人物。

## 生平
正德二年（1507年）丁卯科浙江鄉試第四十六名舉人，十二年（1517年）中式丁丑科會試第九十五名，三甲第五十名進士。通政司觀政，授嘉定縣知縣，升兵部主事，嘉靖七年（1528年）謫福建布政使司照磨，升理問，致仕。

## 家族
曾祖金暹，兵部郎中；祖父金亮，兵部郎中；父金□，知縣。嫡母俞氏（封孺人）；生母趙氏。具慶下。弟金栢、金楨、金楩、金枋。